# Барановський Сергій Анатолійович
Сергі́й Анато́лійович Барано́вський — український військовослужбовець, полковник Збройних сил України, учасник російсько-української війни, що відзначився під час російського вторгнення в Україну 2022 року, Герой України з врученням ордена «Золота Зірка» (2022).

## Життєпис

### Російське вторгнення в Україну (2022)
Під безпосереднім керівництвом полковника Сергія Барановського на території Донецької та Луганської областей підрозділи артилерії завдали значного вогневого ураження військовим об'єктам російського агресора. Внаслідок цього пошкоджено та знищено озброєння, військову техніку та підрозділи тилового забезпечення противника.

## Нагороди
- звання Герой України з врученням ордена «Золота Зірка» (2022) — за особисту мужність і героїзм, виявлені у захисті державного суверенітету та територіальної цілісності України, вірність військовій присязі[2].
- орден Богдана Хмельницького I ступеня (2022) — за особисту мужність і самовіддані дії, виявлені у захисті державного суверенітету та територіальної цілісності України, вірність військовій присязі[3].
- орден Богдана Хмельницького II ступеня (2017) — за особисту мужність, самовідданість і високий професіоналізм, виявлені під час бойових дій та при виконанні службових обов'язків[4].
- орден Богдана Хмельницького III ступеня (2016) — за вагомий особистий внесок у зміцнення обороноздатності Української держави, мужність, самовідданість і високий професіоналізм, виявлені під час бойових дій та при виконанні службових обов'язків[5].